# Bibi, piccola strega 2
Bibi, piccola strega 2 (Bibi Blocksberg und das Geheimnis der blauen Eulen) è un film per ragazzi del 2004 diretto da Franziska Buch. È il sequel del film Bibi, piccola strega (2002).

## Trama
Bibi Blocksbberg è una ragazza che dedica troppo tempo alla sua passione, la magia, e poco tempo allo studio. Per rimediare ai suoi brutti voti è costretta a passare le vacanze estive in un collegio nel castello di Altenberg. Qui diventerà amica di Elea, una ragazza costretta sulla sedia a rotelle. Affronterà una strega di nome Rabia che rivuole la sua sfera che Walpurgia le aveva tolto e dato a Bibi per aver salvato due bambini da un incendio.